# 4.º Batallón Aéreo de Reemplazo
El 4.º Batallón Aéreo de Reemplazo (4. Flieger-Ersatz-Abteilung) fue una unidad de la Luftwaffe de la Alemania nazi.

## Historia
Fue formado en agosto de 1935 en Stade. El 1 de octubre de 1935 es renombrado como 14.º Batallón Aéreo de Reemplazo.